# Havenport
A Havenport (eredeti cím: The Waterfront) 2025-től vetített amerikai bűnügyi–drámasorozat, amelyet Kevin Williamson alkotott. A főbb szerepekben Holt McCallany, Melissa Benoist, Jake Weary, Rafael L. Silva ée Humberly González látható.
Az Amerikai Egyesült Államokban és Magyarországon 2025. június 19-én mutatta be a Netflix.

## Ismertető
A megtört Buckley család kétségbeesetten próbálja újjáéleszteni veszélybe került tengeri örökségét, miután a legendás észak-karolinai halászati birodalmuk hanyatlik.

## Szereplők

### Főszereplők
| Szereplők      | Színész           | Magyar hang        | Leírás |
| -------------- | ----------------- | ------------------ | --- |
| Harlan Buckley | Holt McCallany    | Szakács Tibor      | A helyi étterem és kikötő tulajdonosa, valamint földbirtokos, akinek az apja egy kartell vezetője volt. |
| Bree Buckley   | Melissa Benoist   | Földes Eszter      | Harlan és Belle lánya, aki elvesztette a felügyeleti jogot tinédzser fia felett, miután részegen felgyújtott egy házat, miközben a fia is bent volt. Alkoholista és drogfüggő, jelenleg Marcus-szal jár.                     |
| Cane Buckley   | Jake Weary        | Szatory Dávid      | Harlan és Belle fia, Bree öccse, aki jelenleg a családi vállalkozást vezeti, ami hanyatlásnak indult. |
| Shawn West     | Rafael L. Silva   | L. Nagy Attila     | A Buckley család vízparti éttermébe és bárjába nemrég felvett csapos, akiről később kiderül, hogy Harlan fia egy viszonyból, amelyet az időközben elhunyt Bebe-vel folytatott, aki korábban szintén az étteremben dolgozott. |
| Jenna Tate     | Humberly González | Pájer Alma Virág   | Újságíró, aki középiskolában Cane barátnője volt, és most azért tér vissza a városba, hogy gondoskodjon beteg édesapjáról, aki egy helyi vaskereskedés tulajdonosa.                                                          |
| Peyton Buckley | Danielle Campbell | Csuha Borbála      | Cane felesége és közös lányuk, Savanah édesanyja. |
| Diller Hopkins | Brady Hepner      | Kretz Boldizsár    | Bree tinédzser fia, aki az apjával él és feszült a kapcsolata az anyjával. |
| Belle Buckley  | Maria Bello       | Nagy-Kálózy Eszter | Harlan felesége, aki vezeti a családi vállalkozást, és adóságokkal küzd. |

### Mellékszereplők
| Szereplők      | Színész         | Magyar hang            | Leírás |
| -------------- | --------------- | ---------------------- | --- |
| Marcus Sanchez | Gerardo Celasco | Horváth-Töreki Gergely | DEA-ügynök, viszonya van Bree-vel és információkat szolgáltat családja drogfutárkodásáról. Ő maga is heroinfüggő.             |
| Clyde Porter   | Michael Gaston  |                        | Korrupt seriff Havenportban.                                                                                                  |
| Rodney Hopkins | Joshua Mikel    | Jászberényi Gábor      | Bree volt férje és Diller apja.                                                                                               |
| Wes Benson     | Dave Annable    | Csík Csaba Krisztián   | Ingatlanfejlesztő, akivel Belle együtt dolgozik, és akivel viszonya is van.                                                   |
| Sawyer         | Andrew Call     | Czető Roland           | Havenporti helyettes seriff, aki Porter halála után ideiglenes seriffé válik, és aki Harlan unokatestvérével van házasságban. |
| Grady          | Topher Grace    | Hamvas Dániel          | Drogbeszállító, akinek a Buckley család kénytelen dolgozni.                                                                   |

### Magyar változat
- Magyar szöveg: Szemere Laura
- Hangmérnök: Szabó Tamás
- Vágó: Sári-Szemerédi Gabriella
- Gyártásvezető: Kincses Tamás
- Szinkronrendező: Blahó Gergely
- Produkciós vezető: Felföldi Anna

A szinkront a Mafilm Audio Kft. készítette.

## Epizódok
| Sor. | Év. | Cím                                                 | Rendező         | Író                                  | Premier          |
| ---- | --- | --------------------------------------------------- | --------------- | ------------------------------------ | ---------------- |
| 1.   | 1.  | Majdnem oké (Almost Okay)                           | Marcos Siega    | Kevin Williamson                     | 2025. június 19. |
| 2.   | 2.  | Őrségváltás (Taking Control)                        | Marcos Siega    | Kevin Williamson                     | 2025. június 19. |
| 3.   | 3.  | Játék a tűzzel (Playing with Fire)                  | Liz Friedlander | Michael Narducci                     | 2025. június 19. |
| 4.   | 4.  | Ne bízz egy Buckley-ban (You Can't Trust a Buckley) | Liz Friedlander | Brenna Kouf Jimenez                  | 2025. június 19. |
| 5.   | 5.  | Ölelős típus vagyok (I'm a Hugger)                  | Erica Dunton    | Hannah Schneider                     | 2025. június 19. |
| 6.   | 6.  | Vadászszezon (Hunting Season)                       | Erica Dunton    | Lloyd Gilyard Jr.                    | 2025. június 19. |
| 7.   | 7.  | Szép kísérlet (Nice Try)                            | Jann Turner     | Katelyn Crabb                        | 2025. június 19. |
| 8.   | 8.  | Elveszve a tengeren (Lost at Sea)                   | Jann Turner     | Kevin Williamson és Michael Narducci | 2025. június 19. |

## A sorozat készítése
2024. május 15-én a Netflix berendelte a sorozatot. A sorozat Kevin Williamson alkotása, aki vezető producerként is közreműködik. A sorozat gyártásában a Universal Television és az Outerbanks Entertainment vesz részt. Williamson showrunnerként részt vett a projekben. Négy hónappal később Marcos Siega csatlakozott, aki az első két epizód rendezője lett, valamint vezető producerként is szerepet kapott a produkcióban.

### Szereplőválogatás
2024. augusztusában Holt McCallany és Maria Bello csatlakoztak főszereplőként ! sorozathoz. 2024. szeptember 18-án további színészek csatlakoztak az állandó szereplőgárdához: Melissa Benoist, Jake Weary, Rafael L. Silva, Humberly González, Danielle Campbell és Brady Hepner. Michael Gaston és Gerardo Celasco mellékszerepekben tűnnek fel a sorozatban. 2024 októberében Topher Grace és Andrew Call is csatlakoztak mellékszereplőként. 2024. november 4-én pedig Dave Annable csatlakozott a stábhoz, szintén egy mellékszerepben..

### Forgatás
A sorozat forgatási munkálatai 2024 augusztusa és decembere között zajlottak Wilmington és Southport városában.